# 二氯二茂钛
二氯二茂钛（英語：Titanocene dichloride）是一种化学式为(η5-C5H5)2TiCl2的有机钛化合物，常写为Cp2TiCl2。这种茂金属是有机金属化学与有机合成中的常用试剂。其性质为亮红色固体，在空气中会缓慢的水解。Cp2TiCl2并不会形成二茂铁那样的“三明治”结构，由于其4个配體围绕一个金属中心，会形成一个四面體结构。由于其具有一定的抗肿瘤活性，已经作为化疗药物进入临床试验。

## 延伸阅读
- Payack, J. F.; Hughes, D. L.; Cai, D.; Cottrell, I. F.; Verhoeven, T. R. "Dimethyltitanocene Titanium, bis(η5-2,4-cyclopentadien-1-yl)dimethyl-" Organic Syntheses, Coll. Vol. 10, p. 355 (2004); Vol. 79, p. 19 (2002).
- S. Gambarotta, C. Floriani, A. Chiesi-Villa and C. Guastini. . J. Am. Chem. Soc. 1983, 105 (25): 7295–7301. doi:10.1021/ja00363a015.
- P. J. Chirik. . Organometallics. 2010, 29 (7): 1500–1517. doi:10.1021/om100016p.